# Hjertevirtuosen
Hjertevirtuosen er en dansk stumfilm fra 1916, der er instrueret af Alfred Cohn.

## Handling
Denne artikel mangler et handlingsreferat. Hjælp os med at skrive det.

## Medvirkende
- Carl Alstrup - Karél, cellovirtuos
- Knud Lumbye - Fyrsten
- Else Weng - Fyrstinden